# Griñón
Griñón település Spanyolországban, Madrid tartományban. Griñón Humanes de Madrid, Parla, Torrejón de la Calzada, Cubas de la Sagra, Serranillos del Valle és Moraleja de Enmedio községekkel határos. Lakosainak száma 10 718 fő (2024).

## Népesség
A település népessége az utóbbi években az alábbiak szerint változott:
| Lakosok száma | 5040 | 7039 | 8797 | 9387 | 9752 | 9928 | 10 060 | 10 319 | 10 491 | 10 718 |
|               | 2001 | 2004 | 2007 | 2009 | 2012 | 2014 | 2017   | 2019   | 2022   | 2024   |